# 贝西希海姆
贝西希海姆（德語：Besigheim，發音：[ˈbeːzɪçˌhaɪm] ⓘ）是德国巴登-符腾堡州斯图加特行政区路德维希堡县的城市，面积16.83平方千米，2023年12月31日人口为12,923人。